# ترویتسکویه (شهرستان ترویتسکی، سرزمین آلتای)
ترویتسکویه (به لاتین: Troitskoye) یک منطقهٔ مسکونی در روسیه است که در سرزمین آلتای واقع شده‌است.